# Iglesia de San Andrés (Astigarribia)
La iglesia de San Andrés de Astigarribia es un pequeño templo católico que hace la función de parroquia del barrio de Astigarribia perteneciente a la población guipuzcoana de Motrico en el País Vasco, España.
Está considerada como una de las iglesia más antiguas de Guipúzcoa siendo uno de los pocos templos prerrománicos de la provincia, teniendo muchos aspectos únicos dentro del
panorama guipuzcoano. Se ubican en orilla izquierda del río Deva, en el tramo final del mismo, frente al antiguo convento hospital de Sasiola, a pies del Camino de Santiago. Está catalogada como Conjunto Monumental dentro del Bien Cultural del Camino de Santiago.

## Ubicación
Astigarribia es un pequeño barrio rural situado en la parte final de la cuenca del río Deva. Sobre él se alza el monte Arno, mole de caliza cubierta por bosques de encinar cantábrico. Este tramo del valle del Deva, con una importante estructura kárstica, ha propiciado el asentamiento humano desde tiempos de la prehistoria, como lo atestiguan los numerosos yacimientos asistentes en varias cuevas del entorno.
Es un paso natural entre la costa cantábrica y la meseta castellana inmerso en la ruta del Camino de Santiago del norte. Los peregrinos vadeaban río y se dirigida al oeste, hacia tierras de Vizcaya, por el collado de Apain y de Arnoate. En la orilla derecha del Deva, perteneciente en la actualidad al municipio de Deva, se construyó en el siglo XVI el Convento Hospital de San Francisco  de Sasiola.
El barrio rural de Astigarribia está nucleado en torno al templo parroquial, consta de varios caseríos y alguna casa-torre. El río Deva fue una importante ruta comercial, en el siglo XVI se ubicó en la orilla perteneciente a Astigarribia un astillero. Todo el conjunto urbano estaba unido por una calzada.

## Descripción
El templo de San Andrés de Astigarribia es una pequeña iglesia que tiene la particularidad de ser un edificio dentro de otro separados ambos por un pasillo perimetral de unos 3,5 metros de ancho, originado por el cierre de un antiguo pórtico que rodeaba el edificio.
El edificio exterior en la parte de la cabecera mantiene una ventana rematada en arco de herradura, con doble abocinamiento que es claramente prerrománica (incluso se ha llegado a afirmar que sea visigótica) reaprovechada de un edificio anterior. Sobre ella se abre otra recta y con doble abocinamiento.
El edificio actual es de planta rectangular con cubierta a dos aguas y en doble altura. la nave esta cubierta por una estructura de madera que soporta el tejado, a los pies tiene un coro y se accede por un amplio pórtico exterior que en el lado derecho da acceso a un anexo que hizo las funciones de recinto escolar. Sobre él se alza el campanario, pequeña construcción cuadrada realizada en caliza a finales del siglo XVIII a al cual se le añadió un reloj en el XIX.
Debajo de la cabecera se ubica el cementerio exterior, utilizado por los vecinos del barrio de Astigarribia.

## Historia
La referencia documentada más antigua sobre la iglesia de San Andrés de Astigarribia data de 1080 (o 1086) y se trata del documento de donación de este templo al Monasterio de San Millán de la Cogolla. La donación la realiza el Conde Don Lope Iñiguez, y su esposa Doña Ticlo. Lope Iñiguez era el teniente de Alfonso VI de Castilla en Guipúzcoa, Álava y Vizcaya, quien confirmó la donación en 1091. El documento dice 

...monasterio S. Andree apostoli et vocato Stigarrivia, inter Vizcaya et Ipuzcua sito, qui est ex parte regis...

 y da a entender que ya existía ene esas fechas un complejo monasterial en Astigarribia que era el núcleo de una zona con una alta presencia humana.
En 1108 el Obispo de Bayona consagra la iglesia 

...pro iussione abattis S. Emiliani fuit consagrata ecclesia S. Andree apostoli in Stigarrivia in fine Vizcahie a Bernardo
episcopo de Sancta Maria de Lapurde e prior in eodem monasterio Petrus monachus, era illessima centessima quadragesima sexta...

 dando pie a suponer que se debe a alguna reforma o alguna de las ampliaciones realizadas en el templo (también cabe suponer que pudiera estar encuadrado dentro de los movimientos realizado por Castilla, Navarra y Aquitania en aras de controlar la costa guipuzcoana).
Se estima que la primera construcción puede datar de entre 1025 y 1075 y se trataría de un pequeño templo de planta rectangular con cabecera cuadrangular destacada en donde se ubicaba el arco de herradura. En el siglo XII se incluye la cabecera dentro de la nave, esta obra estaría relacionada con la consagración de 1108.
Posteriormente, en el siglo XIII se realizó un pórtico perimetral que una vez cerrado por muros da lugar al pasillo interior. En el siglo XVII se reacondiciona la necrópolis interior y en el siglo siguiente se amplia la nave por los pies, tirando el muro que le separaba del pasillo, se construye el coro, el atrio exterior de acceso y el campanario. Ya en el siglo XIX se realiza el anexo escolar y se pone un reloj. La necrópolis pasa al exterior de la iglesia.
Entre las reformas realizadas a lo largo de la historia del edificio, a finales del siglo XX se han realizado dos actuaciones de restauración: una en 1969 de la que no se conserva documentación y otra en 1990 por José Urcola documentada. Por otro lado hay un amplio estudio histórico realizado por la Universidad del País Vasco.

### Evolución histórica

#### Iglesia primitiva
Una pequeña construcción de tipo rural de pequeñas dimensiones y planta rectangular con parte de la estructura en madera siguiendo la línea de edificios prerrománicos de la cornisa cantábrica. De esta construcción no queda rastro alguno. Datada sobre el siglo XI. Este templo contaba con una necrópolis de la que se han hallado restos al pie de la iglesia y en el pasillo oriental. 
El muro constituido de bloques de areniscas tallados a azuela con la ventana de estilo mozárabe pertenece a este edificio y fue reutilizado en el nuevo templo.
Este edificio es el donado al monasterio de San Millán de la Cogolla en 1095 y su remodelación total se llevaría a cabo en la siguiente centuria.

#### Iglesia delsigloXII

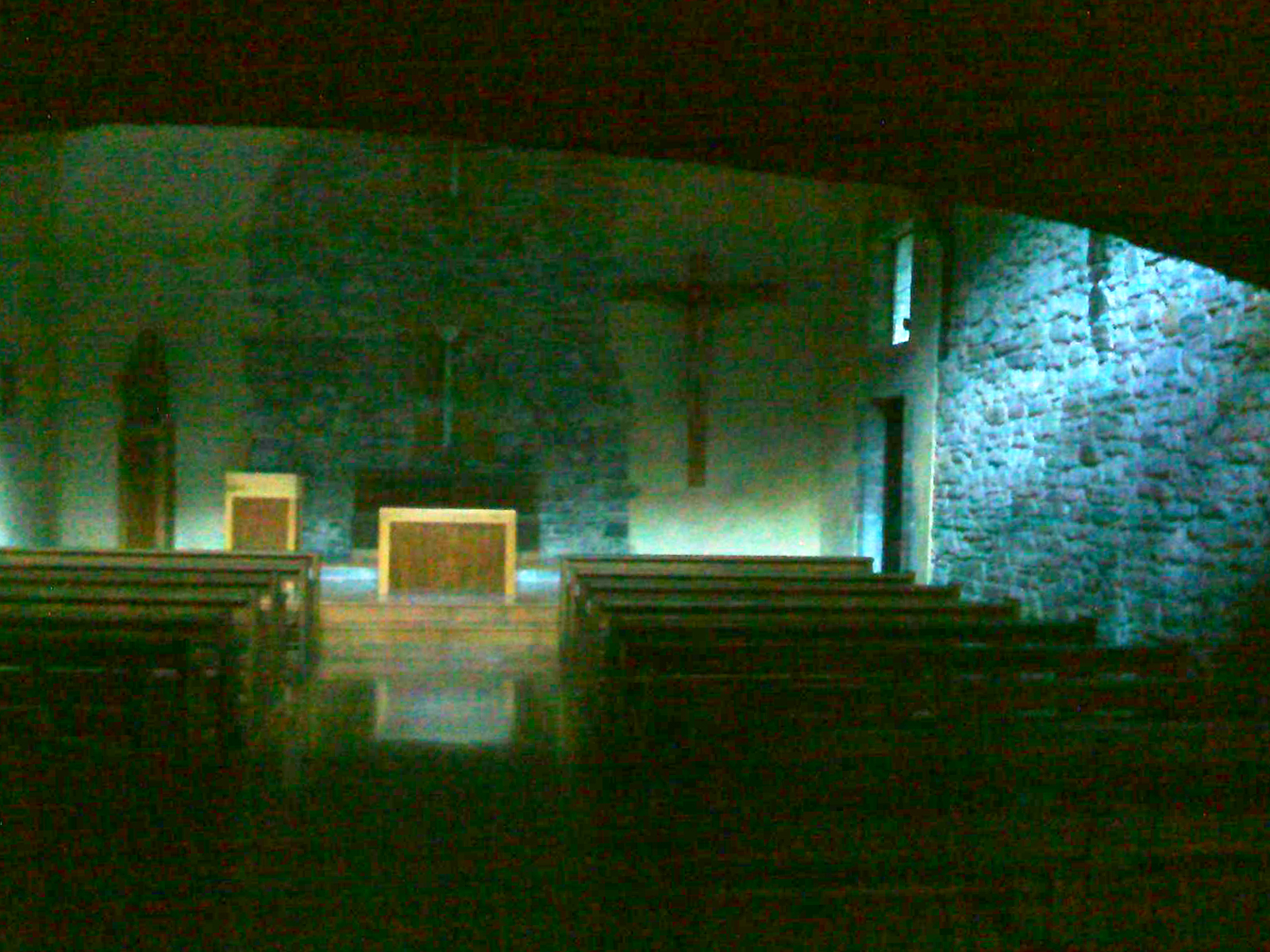
Interior de San Andrés de Astigarribia.

En el siglo XII se realiza un nuevo edificio, partes del cual (la parte inferior de al cabecera) se mantienen en la actualidad. Este nuevo edificio es de planta rectangular con la cabecera destacada. Corta parte de la necrópolis de la iglesia primitiva. Parte del material es reaprovechado para su construcción, en concreto las piezas de arenisca que conforman el muro y la ventana en arco de herradura.
La cabecera se remata en frontón con un vano estrecho con doble abocinamiento forman parte de la misma las dos ventanas y los muros se completan con cantos rodados en lugar de las piezas de arenisca reaprovechadas. Por problemas constructivos este edificio sufre varias reparaciones.
Se supone que este fue el templo consagrado en 1108 por obispo Bernardo de Bayona, lo que explica la reforma tan radical que se debió de realizar.

#### Ampliación delsigloXIII
La inestabilidad de la construcción hace que se acometa una reforma profunda fruto de la cual se integra la cabecera destacada en el conjunto de la nave, haciendo que la planta del templo sea totalmente rectangular y se procede a su elevación sobre la nave.
Se refuerzan los muros laterales con buena factura de sillarejo y sillares en los ángulos y se realiza un pórtico perimetral que rodea completamente el edificio, este espacio porticado sería posteriormente añadido al templo conformando la planta del edificio actual. El pórtico pone fin a la utilización del espacio exterior como cementerio.
Las actuaciones, si no son coincidentes, no debieron ser realizadas muy alejadas en el tiempo entre sí.

#### Recinto exterior
En entre los siglos XIV y XV se desarrollan en el territorio las denominadas guerras de bandos. Este contexto de inestabilidad bélica parece precipitar el cierre del pórtico perimetral con el objetivo de mejorar ostensiblemente la defensa del edificio. Este cierre conforma la planta baja del actual edificio.
El pórtico perimetral queda convertido en un pasillo interior de 3,5 metros de anchura jalonado de ventanas saetadas por todos los frentes. Tenía una puerta al norte, actualmente cegada, y otra al oeste que es la actual puerta de ingreso al templo, aunque muy reformada.
El suelo del pasillo está pavimentado con un encachado realizado en espina de pez con cantos rodados, se estima que hasta la realización de este suelo se podría haber usado dicho espacio para realizar enterramientos.

#### Obras de los siglos XV y XVI
Una vez desperecido el contexto bélico se realizan reformas para su ampliación. Se elimina la pared oeste del pasillo perimetral ampliando la nave, se construye una bóveda de madera (de la cual solo se conserva el abovedado del ábside) que se sustenta en la estructura de madera que hoy en día está a la vista que se apoyaba en una serie de ménsulas.
Se eleva el recinto exterior indroduciéndose una cubierta de dos aguas cerrándose en frontón las parte oriental y occidental. La altura de la nave llega, en la cumbrera, a los nueve metros.
Sobre el pasillo perimetral se crea una planta conformándose con ello dos niveles, cada uno con sus estancias correspondientes y sus vanos de iluminación. Se cierra la puerta norte y se abre una saetera para iluminar la zona. 
La bóveda de madera y el entramado que la sustenta están dentro del conjunto de este tipo de trabajos realizados en la costa vasca en los siglos XV y XVI en las cuales se muestra el notable grado de perfeccionamiento que alcanzó la carpintería de armar vasca en esos tiempos.

#### Estructura de madera
A finales del siglo XVI se producen graves problemas en la estructura de madera que sustenta la bóveda llegando a colapsarse en algunos puntos. Esto obliga a deshacer la bóveda y realizar obras de macizado de la estructura y sus pies con muros de mampostería.
Se recrecen los muros, que hasta ese momento estaban cerrados por un remate lígneo, y se construye una nueva bóveda, esta vez una bóveda de cañón, en arco rebajado, de rastrilla que se retiró en la reforma de 1960. Para dar más luz a al nave se abre una ventana en el frontón occidental. La obra de la bóveda está datada en el siglo XVI.

#### Reformas delsigloXVIII
Durante el siglo XVIII se realizan numerosas reformas en el templo. La principal es la construcción de un nuevo pórtico en la fachada oeste. La ampliación de la nave se realiza a los pies de la misma. Se tira la pared que le separa del pasillo perimetral y esta parte del pasillo se incorpora ala nave del templo. Ello da lugar a modificación del acceso dotándolo de un remate adintelado, que perdura en la actualidad.
El pasillo perimetral vuelve a estar libre al eliminarse la compartimentación que se había realizado anteriormente. También se eleva el nivel del suelo en los lados norte y sur, ocultando el encachado de piedra.
Se crea una nueva sacristía con acceso directo desde la cabecera de la iglesia. La sacristía se realiza mediante la factura de dos muros en el lateral sur del recinto perimetral, adosados a los laterales.
Se abren dos ventanas en el ábside para su mejor iluminación y se construye un paravientos (que perduró hasta 1990) y una pequeña espadaña que desaparece cuando en 1717 se realiza la nueva torre campanil.
El acceso a la sacristía desde la cabecera hace que se reordene ésta cambiándose de ubicación el sagrario, que pasa a empotrarse en la pared oriental del ábside. Entre 1749 y 1750 se construye el coro y su escalera de acceso al estar el existente en muy mal estado.

#### Modificaciones delsigloXIX
En el siglo XIX se realizan dos intervenciones importantes, la torre que se construye en 1889 aprovechando elementos de la espadaña anterior y la escuela que se ubica en el piso superior de la sacristía con acceso independiente por la caseta del extremo sur del pórtico.
Se pone una pila de agua bendita en la puerta de la iglesia y se reordena de nuevo el interior cambiando el sagrario de sitio y poniendo en su lugar una imagen. 

#### Restauraciones delsigloXX
El siglo XX comienza con pequeñas obras de introducción de vanos y la apertura de dos ventanas en la fachada y otra en la torre. La escuela y la sacristía se amplían. Se crea un vestíbulo de madera en la entrada de la iglesia que se quitaría más tarde, en 1969. Se cambia la ubicación del sagrario a su situación actual en el muro norte. 
En 1969 se realiza una importante intervención que conforma el aspecto actual que tiene el edificio. Desaparece la bóveda de madera, se sustituye totalmente el suelo, se cambia el cancel de madera por uno de cristal, se reparan la balaustrada del coro y su escalera de acceso reforzando la estructura con un nuevo juego de tornapuntas.
En 1990 se refuerzan los muros y la estructura de madera, se cubre con enlucido la parte superior de los muros occidental y sur, y se realiza un remate de cemento o de mampostería unida con cemento en el apoyo de a viguería de la cubierta.
El reforzamiento de la estructura de madera se realiza introduciendo tirantes de hierro en el interior de la vigas maestras y reemplazando los elementos deteriorados. Se reteja.